# Ninfee nere
Ninfee nere (titolo originale Nymphéas noirs) è un romanzo poliziesco del 2011 dello scrittore francese Michel Bussi.

## Trama
Giverny, paese di poche centinaia di abitanti della Normandia, è noto per essere stato il luogo in cui per molti anni ha vissuto e lavorato il pittore Claude Monet ed è divenuto meta di tantissimi turisti appassionati di arte. La tranquilla monotonia del paese viene scossa da un bizzarro omicidio: Jérôme Morval, un oftalmologo con studio a Parigi, è stato ritrovato ucciso nel ruscello - voluto da Monet per creare il suo laghetto delle ninfee - nei pressi di un mulino, detto Mulino delle Chennevières.
Si occupa delle indagini l'ispettore Laurenç Sérénac - da quattro mesi a capo del commissariato di Vernon - coadiuvato dall'ispettore Sylvio Bénavides. La vittima è stata uccisa con un colpo al cuore di un'arma da taglio, ma l'assassino ha anche trascinato il corpo dal sentiero al ruscello per colpirlo alla testa con un masso ed infine ha immerso la testa nell'acqua.

## Edizioni
- Michel Bussi, Ninfee Nere, traduzione di Alberto Bracci Testasecca, collana Dal mondo, edizioni e/o, 2016,  p. 400, ISBN 9788866327462.